# Майк Мак-Денієл
Майкл Лі Мак-Денієл (нар. 6 березня 1983 року) — тренер з американського футболу, координатор нападу «Сан-Франциско 49ers» Національної футбольної ліги (НФЛ).  Раніше він служив помічником тренера " Атланта Фалконз", " Клівленд Браунс", "Вашингтон Редскінс", "Г'юстон Тексанс" і "Денвер Бронкос".
У сезоні 2016 року Мак-Денієл і Соколи досягли Суперкубку LI. Проти «Нью-Інгленд Патріотс» «Соколи» програли в овертаймі з рахунком 34–28. 

## Тренерська кар'єра

### Денвер Бронкос
У 2005 році Мак-Денієл був найнятий « Денвер Бронкос» як стажер під керівництвом головного тренера Майка Шанахана.

### Техасці Х'юстона
У 2006 році Мак-Денієл був найнятий техасцями Г'юстона як помічник у нападі під керівництвом головного тренера Гері Куб'яка.

### Сакраменто Маунтін Леви
У 2009 році Мак-Денієл був найнятий Сакраменто Маунтін Лайонс як тренер з бігу.

### Вашингтон Редскінс[3]
У 2011 році Мак-Денієл був найнятий « Вашингтон Редскінс»  як помічник у атаці, возз'єднавшись із головним тренером Майком Шанаханом. У 2013 році його підвищили до тренера широких приймачів.

### Клівленд Браунс
У 2014 році Мак-Денієл був найнятий «Клівленд Браунс» на посаду свого тренера з широких приймачів під керівництвом головного тренера Майка Петтіна.

### Атланта Соколи
У 2015 році Мак-Денієл був найнятий «Атланта Фалконз» як їхній тренер з широких приймачів під керівництвом головного тренера Дена Квінна.

### Сан-Франциско 49-ерс
У 2017 році Мак-Денієл був найнятий «Сан-Франциско 49ерс» як координатор пробігу під керівництвом головного тренера Кайла Шанахана. 18 січня 2021 року Мак-Денієл був підвищений до координатора наступу після відходу координатора проходження гри Майка ЛаФлера, який пішов, щоб стати координатором наступу в New York Jets .  У 2021 році «49ers» вийшли з рахунком 10-7, а інноваційне використання Мак-Денієлом третього року широкого ресивера Дібо Семюела у швидкій атаці команди призвело до того, що Семюел був названий All-Pro першої команди.

## Особисте життя
Мак-Денієл виріс близькими друзями з коміком Деном Содером в Аврорі, штат Колорадо .  Одружений з Кеті. В Єльському університеті отримав ступінь з історії.